# Antonio Sabato
Antonio Sabato (Novara di Sicilia, 9 de janeiro de 1958) é um ex-futebolista profissional italiano que atuava como meia.

## Carreira
Antonio Sabato se profissionalizou na Internazionale.

## Seleção
Antonio Sabato integrou a Seleção Italiana de Futebol nos Jogos Olímpicos de 1984, de Los Angeles.